# Arco en el vacío
Un arco en el vacío puede surgir cuando las superficies de los electrodos metálicos en contacto con un buen vacío comienzan a emitir electrones, bien a causa de un aumento de la temperatura (emisión termoiónica) o a causa de un campo eléctrico suficientemente intenso como para causar emisión por efecto de campo. Una vez iniciado, un arco en el vacío puede persistir, ya que las partículas liberadas obtienen energía cinética del campo eléctrico y calientan las superficies del metal al colisionar a velocidades altas. Este proceso puede crear un punto de cátodo incandescente, que a su vez libera más partículas que pasan a sostener el arco. En corrientes suficientemente altas también puede formarse un punto de ánodo incandescente.[cita requerida]
Las descargas eléctricas en el vacío son importantes en ciertos tipos de válvulas de vacío y para interruptores de alta tensión de vacío.[cita requerida]
El arco de vacío termoiónico (TVA, por sus siglas en inglés) es un nuevo tipo de fuente de plasma, que genera un plasma que contiene iones con una energía dirigida. Las descargas de TVA pueden encenderse en condiciones de alto vacío entre un cátodo calentado (cañón de electrones) y un ánodo (crisol de tungsteno) que contiene el material. El haz de electrones acelerado, que incide en el ánodo, calienta el crisol, junto con su contenido, hasta alcanzar una alta temperatura. Después de establecer una densidad estable de los átomos del material del ánodo en evaporación, y cuando la tensión aplicada es lo suficientemente alta, se enciende una descarga brillante entre los electrodos. 